# Muziekvereniging Excelsior Eibergen
Muziekvereniging Excelsior Eibergen is een harmonieorkest opgericht op 8 december 1908. In 1914 sloot de vereniging zich aan bij de (koninklijke) Nederlandse Muziek Federatie (KNFM) en in 1920 werd voor het eerst deelgenomen aan een muziekconcours. In 1938 behaalde het orkest tijdens een concours in Spankeren 104 punten, waarmee de vereniging naar de vaandelafdeling (huidige eerste divisie) promoveerde. Om op dit hoge amateurniveau actief te mogen blijven neemt het orkest van Excelsior Eibergen regelmatig aan concoursen deel. Op 16 juli 2017 nam het harmonieorkest deel aan de concertwedstrijden (1ste divisie) op het Wereld Muziek Concours te Kerkrade.

De vereniging bestaat op dit moment uit drie orkesten: een groot harmonieorkest (A-orkest) en twee opleidingsorkesten (B- en C-orkest). Ook biedt de vereniging muzikale scholing aan in de vorm van cursussen voor zowel basisschoolleerlingen (De Notenbende en De Trommelbende) als volwassenen (Tijd voor Muziek).    
De percussionist Mike Schäperclaus is zijn muzikale loopbaan begonnen bij Excelsior Eibergen.